# Condado de Colomera
El condado de Colomera es un título nobiliario español con Grandeza de España, creado por el rey Carlos IV el 12 de diciembre de 1790 a favor de Martín Antonio Álvarez de Sotomayor y Soto-Flores.
Fue elevado a la G.E. el 20 de marzo de 1797. Su nombre se refiere al municipio de Colomera, en la provincia de Granada. 

## Condes de Colomera
|                                 | Titular                                           | Periodo                |
| Creación por Carlos IV          | Creación por Carlos IV                            | Creación por Carlos IV |
| ------------------------------- | ------------------------------------------------- | ---------------------- |
| I                               | Martín Antonio Álvarez de Sotomayor y Soto-Flores | 1790-1819              |
| II                              | Carlos Luis Álvarez de Sotomayor y Melgarejo      | -1841                  |
| Rehabilitación por Alfonso XIII |                                                   |                        |
| III                             | María Cecilia Burgos y Álvarez de Sotomayor       | 1924-1961              |
| IV                              | María Magdalena Muñoz-Cobo y Burgos               | 1961-2002              |
| V                               | Luis Pallarés y Muñoz-Cobo                        | 2002-2015              |
| VI                              | María Josefa Pallarés Blanco                      | 2015-actualidad        |

## Historia de los condes de Colomera

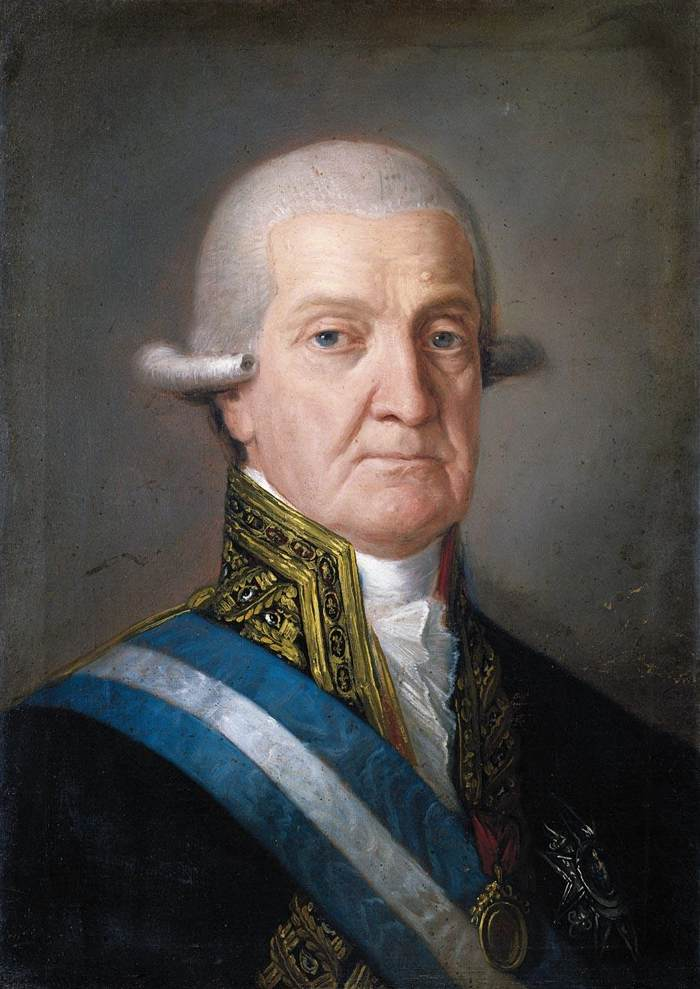
Retrato del primer titular por Agustín Esteve.

- Martín Antonio Álvarez de Sotomayor y Soto-Flores (m. 9 de septiembre de 1819), I conde de Colomera, fue capitán general, miembro del consejo de Estado y de Guerra y Virrey de Navarra.[1]  Murió sin descendencia y el título lo heredó su sobrino.[1]

- Carlos Luis Álvarez de Sotomayor y Melgarejo (1805-1841), II conde de Colomera. Contrajo matrimonio el 16 de julio de 1831 con Joaquina Patiño y Ramírez de Arellano.[1]  El título estuvo vacante hasta que en 1924 fue rehabilitado por Celilia de Burgos y Álvarez de Sotomayor, hija de Juan de Burgos y Fernández de Santaella y de su esposa Araceli Álvarez de Sotomayor y García-Hidalgo, descendiente del II conde de Colomera.

- Cecilia de Burgos y Álvarez de Sotomayor (m. 18 de agosto de 1959), III condesa de Colomera.[1] Se casó el 24 de enero de 1904 con Francisco Muñoz-Cobo y Serrano.[1]  Le sucedió su hija:

- María Magdalena Muñoz-Cobo y Burgos, IV condesa de Colomera Se casó en primeras nupcias el 21 de mayo de 1930 con Luis Pallarés y Moreno y en segundas con Guillermo Blanco Vargas. Le sucedió su hijo del primer matrimonio.[1]

- Luis Pallarés y Muñoz-Cobo (m. 2015), V conde de Colomera, casado el 7 de octubre de 1960 con Josefa Blanco Cruz.[1] Le sucedió su hija.

- María Josefa Pallarés Blanco, VI condesa de Colomera.[2]